# Og så elsker jeg gyllelugt En film om filosofi med børn
|  | Denne artikel er oprettet af botten PalnaBot ud fra en ekstern database. Den kan derfor have sproglige fejl eller mangler. Denne skabelon kan fjernes efter kontrol af indholdet. |

og så elsker jeg gyllelugt En film om filosofi med børn er en dokumentarfilm instrueret af Marianne Albeck efter manuskript af Marianne Albeck.

## Handling
Hvad er drømme, og hvad er virkeligheden? Hvad er fantasi, og hvad er fornuft? Hvad sker der, når vi dør, og er det retfærdigt, at alt dør? Disse spørgsmål og mange andre har børn i en 3. klasse i Sønderjylland kommentarer til eller fabulerer over i en livsbekræftende form. Læreren Per Jespersen snakker filosofi med børnene som led i en undervisning, hvor intet facit gives, og hvor børnenes holdninger og tanker er i centrum. Filmen henvender sig til forældre og pædagogiske fagfolk.